# Яурка
Яурка (в верховье Большая Яурка, овраг Савруш) — река в России, протекает по территории Республики Татарстан и Самарской области. Устье реки находится в 256 км от устья Большого Черемшана по левому берегу, в окрестностях села Черемшан. Длина реки составляет 16 км, площадь водосборного бассейна — 76,3 км².
Истоки реки находятся южнее села Тимяшево.

## Этимология
Происхождение названия до конца не ясно. Возможна связь с татарским словом яу в значении «враг», либо яу в значении «очень красивый».

## Данные водного реестра
По данным государственного водного реестра России относится к Нижневолжскому бассейновому округу, водохозяйственный участок реки — Большой Черемшан от истока и до устья, речной подбассейн отсутствует. Речной бассейн реки — Волга от верхнего Куйбышевского водохранилища до впадения в Каспий.
Код объекта в государственном водном реестре — 11010000412112100004810.